# گیدو بارباریزی
گیدو بارباریزی (ایتالیایی: Guido Barbarisi؛ ۲۶ ژانویه ۱۸۸۹ – ۱۶ ژانویه ۱۹۶۰) بازیگر اهل ایتالیا بود.
از فیلم‌هایی که وی در آن‌ها نقش داشته است، می‌توان به آدم و حوا اشاره نمود.